# 长岗镇 (封开县)
长岗镇，是中华人民共和国广东省肇庆市封开县下辖的一个乡镇级行政单位。

## 行政区划
长岗镇下辖以下地区：
长岗社区、马欧村、谷圩村、周黎村、旺村、光升村、联合村、揽迳村、都苗村、福石村、前庄村、前程村、新丰村和小圩村。